# Antheraea compta
Antheraea compta är en fjärilsart som beskrevs av Rothschild 1899. Antheraea compta ingår i släktet Antheraea och familjen påfågelsspinnare. Inga underarter finns listade i Catalogue of Life.